# Yu-Gi-Oh! VRAINS
Yu-Gi-Oh! VRAINS (遊☆戯☆王ＶＲＡＩＮＳYū-Gi-Ō VRAINS?) è una serie televisiva anime co-prodotta da Gallop e NAS. Sesto spin-off della serie Yu-Gi-Oh!, è stata trasmessa in Giappone a partire dal 10 maggio 2017 al 25 settembre 2019 su TV Tokyo. L'anime ruota intorno alle vicende di Yusaku Fujiki, duellante che gioca all'interno di un ciberspazio costruito con il LINK VRAINS, una tecnologia sviluppata per la realtà virtuale. Come avvenuto per ognuna delle serie passate del brand, è stato introdotto un nuovo tipo di evocazione per il gioco di carte collezionabili, l'Evocazione Link.
A partire dal 1º giugno 2017, Crunchyroll ha iniziato a trasmettere l'anime in versione sottotitolata. L'anime è stato in seguito adattato e distribuito in lingua inglese da 4K Media Inc. a partire da marzo 2018 e la medesima versione è stata doppiata in italiano e trasmessa dal 18 giugno 2018 su K2 al 3 aprile 2019, interrompendosi all'episodio 46.

## Trama
La serie si svolge a Den City, una città in cui da circa 10 anni è stata costruita una grande piattaforma di realtà virtuale, denominata LINK VRAINS, la quale consente ai duellanti di separare le loro vite quotidiane da quelle di gioco, permettendo loro di assumere le sembianze di un avatar virtuale.
Il liceale Yusaku Fujiki è un ragazzo a cui non piace tanto distinguersi, ma segretamente è un abilissimo hacker che, grazie al supporto di un altro hacker proprietario di un furgone che vende hot-dog, Kusanagi, difende il LINK VRAINS da un gruppo terroristico chiamato i Cavalieri di Hanoi, il cui scopo è quello di impadronirsi di un'intelligenza artificiale denominata Ignis allo scopo di rintracciare un mondo nascosto nella rete, il Cyberso, e distruggerlo. Fortunatamente, Yusaku, conosciuto all'interno del LINK VRAINS come Playmaker, riesce a mettere i bastoni tra le ruote agli Hanoi e a mettere le mani sull'Ignis prima di loro, incominciando così ad essere braccato sia dai Cavalieri di Hanoi, che bramano di impadronirsi assolutamente del programma, e al contempo dalle Tecnologie SOL, società che ha sviluppato il LINK VRAINS, che lo vuole sfruttare per i propri scopi.

### Etimologia
VRAINS è una combinazione degli acronimi VR, AI e NS, che stanno per Virtual Reality (realtà virtuale), Artificial Intelligence (intelligenza artificiale) e Network System (sistema di rete).

## Personaggi
Yusaku Fujiki (藤木 遊作?, Fujiki Yūsaku) / Playmaker (プレイメーカー?, Pureimēkā)Il protagonista della serie: un solitario e introverso ragazzo di 16 anni dalle notevoli doti di hacker. 10 anni prima venne rapito dai Cavalieri di Hanoi insieme ad altri 5 bambini per un loro progetto segreto. Da allora sogna di vendicarsi e di scoprire la verità sul suo passato, aiutato anche da Kal Kolter, venditore di hot dog, poiché ciò che è accaduto a Yusaku è toccato anche a suo fratello minore Jin. Yusaku, alias Playmaker, è anche un abilissimo duellante, specializzato nell'uso dei mostri Cyberso, ritenuti estinti. Anche grazie all'Ignis, Playmaker imparerà a padroneggiare la sua abilità detta Accesso Tempesta, la quale gli consente di pescare un mostro Link attraverso un fenomeno detto Tempesta Dati.
Doppiato da Shōya Ishige (ed. giapponese), Matteo De Mojana (ed. italiana).
Akira Zaizen (財前 晃?, Zaizen Akira)
Capo della sicurezza delle Tecnologie SOL. È un ragazzo di 26 anni dal fare preciso e cauto. Ha una sorellastra di 10 anni più giovane: Sky, alla quale è molto affezionato, soprattutto in seguito alla morte dei loro genitori avvenuta proprio 10 anni prima. Nonostante si era ritrovato a combattere contro Playmaker per la prima volta, non lo ritiene affatto suo nemico, anche perché quest'ultimo ha duellato contro Varis per salvare sua sorella, che era stata infettata dai Cavalieri di Hanoi con un virus.
Doppiato da Shouma Yamamoto (ed. giapponese), Ruggero Andreozzi (ed. italiana).
I.A. (Ａｉ?, Ai)
Il compagno di squadra di Playmaker. I.A. indica appunto un'intelligenza artificiale. Infatti lui è un Ignis, ossia un'intelligenza artificiale dotata di libero arbitrio. Nonostante Yusaku lo tratti male spesso, lui gli si dimostra molto devoto, insegnandogli anche a padroneggiare l'Accesso Tempesta. Combatté per salvare il Cyberso dalla distruzione da parte di Varis, ma venne sconfitto dal suo feroce mostro Drago Crack, e ridotto ad un occhio, da cui il nome in lingua originale Ai. In seguito alla sconfitta di Revolver da parte di Playmaker, riuscirà a riacquisire la sua forma originale.
Doppiato da Takahiro Sakurai  (ed. giapponese), Graziano Galoforo (ed. italiana).
Varis
Il capo dei Cavalieri di Hanoi. Tentò di distruggere il Mondo Cyberso 5 anni prima, ma venne fermato da I.A., che isolò il Mondo Cyberso, rendendone ignota la posizione. Tenterà di impadronirsi di I.A infatti per ritrovare il Mondo Cyberso e distruggerlo, ma grazie all'intervento di Playmaker, fallirà venendo sconfitto in ogni loro duello. Utilizza un deck di mostri di tipo drago, tra cui spiccano Drago Callibrocarica e Drago Bomba Topologica. Curiosamente, la sua abilità è la stessa di Playmaker: Accesso Tempesta.
Doppiato da Shunsuke Takeuchi  (ed. giapponese), Lorenzo Scattorin (ed. italiana).

## Produzione
La produzione dell'anime Yu-Gi-Oh! VRAINS fu resa nota al pubblico il 16 dicembre 2016. Prodotto dallo studio d'animazione Gallop in collaborazione con NAS, la serie è stata diretta da Masahiro Hosoda per i primi tredici episodi e da Katsuya Asano per i successivi, affiancato Tatsuo Sato come supervisore. La composizione della serie è curata da Shin Yoshida, mentre il design dei personaggi è stato definito da Ken'ichi Hara. Sempre a partire dal quattordicesimo episodio, l'anime ha subito alcune modifiche a livello grafico: gli sfondi di LINK VRAINS e i metodi di evocazione link sono stati modificati mediante l'aggiunta di ulteriori dettagli e l'indicatore di punti per i Link Monsters includeva i Link Marker.

## Episodi, trasmissione e distribuzione
La serie è stata trasmessa su TV Tokyo a partire dal 10 maggio 2017. Per l'edizione originale sono stati utilizzati due brani come temi d'apertura e tre in chiusura ad ogni episodio. Il brano With The Wind di Hiroaki "Tommy" Tominaga ha introdotto i primi 46 episodi, mentre i successivi sono stati aperti da Go Forward di Kimeru. In chiusura sono stati utilizzati nel seguente ordine i brani Believe In Magic, interpretato da Ryoga, per i primi ventiquattro episodi, Writing Life di Goodbye Holiday per gli episodi dal 25 al 46 e BOY di uchuu per i seguenti.
Una versione riadattata per il mercato statunitense e doppiata in inglese è stata prodotta e distribuita da 4K Media Inc., con l'episodio pilota diffuso in anteprima in occasione della proiezione nelle sale cinematografiche di una versione rimasterizzata in digitale del lungometraggio Yu-Gi-Oh! - Il film, distribuzione avvenuta l'11 marzo 2018 negli Stati Uniti e il 13 giugno 2018 nel Regno Unito. Teletoon ha trasmesso l'adattamento doppiato in inglese in Canada dal 1º settembre 2018.
Un'edizione italiana basata su quella anglofona è trasmessa dalla rete K2 a partire da giugno 2018; i primi 12 episodi sono stati trasmessi tra il 18 giugno e il 5 luglio 2018, mentre i successivi sono in onda dal 29 ottobre 2018 al 3 aprile 2019.

## Colonna sonora
Sigle d'apertura giapponesi
- With The Wind (Ｗｉｔｈ Ｔｈｅ Ｗｉｎｄ?, Wizu Za Windo, lett. "Con il vento") cantata da 富永TOMMY弘明 (Hiroaki "TOMMY" Tominaga) (ep. 1-46)
- go forward (ｇｏ ｆｏｒｗａｒｄ?, Gō Fōwādo, lett. "vai avanti") cantata da KIMERU (ep. 47-102)
- calling (ｃａｌｌｉｎｇ?, Kōringu, lett. "chiamando") cantata da KIMERU (ep. 103-120)

Sigle di chiusura giapponesi
- Believe In Magic (Ｂｅｌｉｅｖｅ Ｉｎ Ｍａｇｉｃ?, Birību In Majikku, lett. "Credi nella magia") cantata da Ryoga (龍雅 -Ryoga-) (ep. 1-24)
- Writing Life (Ｗｒｉｔｉｎｇ Ｌｉｆｅ?, Raitingu Raifu, lett. "Scrivere la vita") cantata dai Goodbye holiday (ep. 25-46)
- BOY (ＢＯＹ?, Bōi, lett. "RAGAZZO") cantata da uchuu; (ep. 47-70)
- glory (ｇｌｏｒｙ?, Gurōrī, lett. "gloria") cantata dalle BAND-MAID (ep. 71-95)
- Are you ready? (Ａｒｅ ｙｏｕ ｒｅａｄｙ？?, Ā Yū Redi?) cantata dalle BiS (ep. 96-120)

Sigla italiana
- Yu-Gi-Oh! VRAINS Theme

Nell'edizione italiana è stata mantenuta la sigla statunitense, ovverosia un brano strumentale.